# Jörg Siebert
Jörg Siebert (Wetzlar, 2 de abril de 1944) es un deportista alemán que compitió para la RFA en remo.
Participó en los Juegos Olímpicos de México 1968, obteniendo una medalla de oro en la prueba de ocho con timonel. Ganó una medalla de oro en el Campeonato Europeo de Remo de 1967.

## Palmarés internacional
| Juegos Olímpicos   | Juegos Olímpicos          | Juegos Olímpicos | Juegos Olímpicos |
| Año                | Lugar                     | Medalla          | Prueba           |
| ------------------ | ------------------------- | ---------------- | ---------------- |
| 1968               | Ciudad de México (México) | Medalla de oro   | Ocho con timonel |
| Campeonato Europeo |                           |                  |                  |
| Año                | Lugar                     | Medalla          | Prueba           |
| 1967               | Vichy (Francia)           | Medalla de oro   | Ocho con timonel |